# 아마존강돌고래속

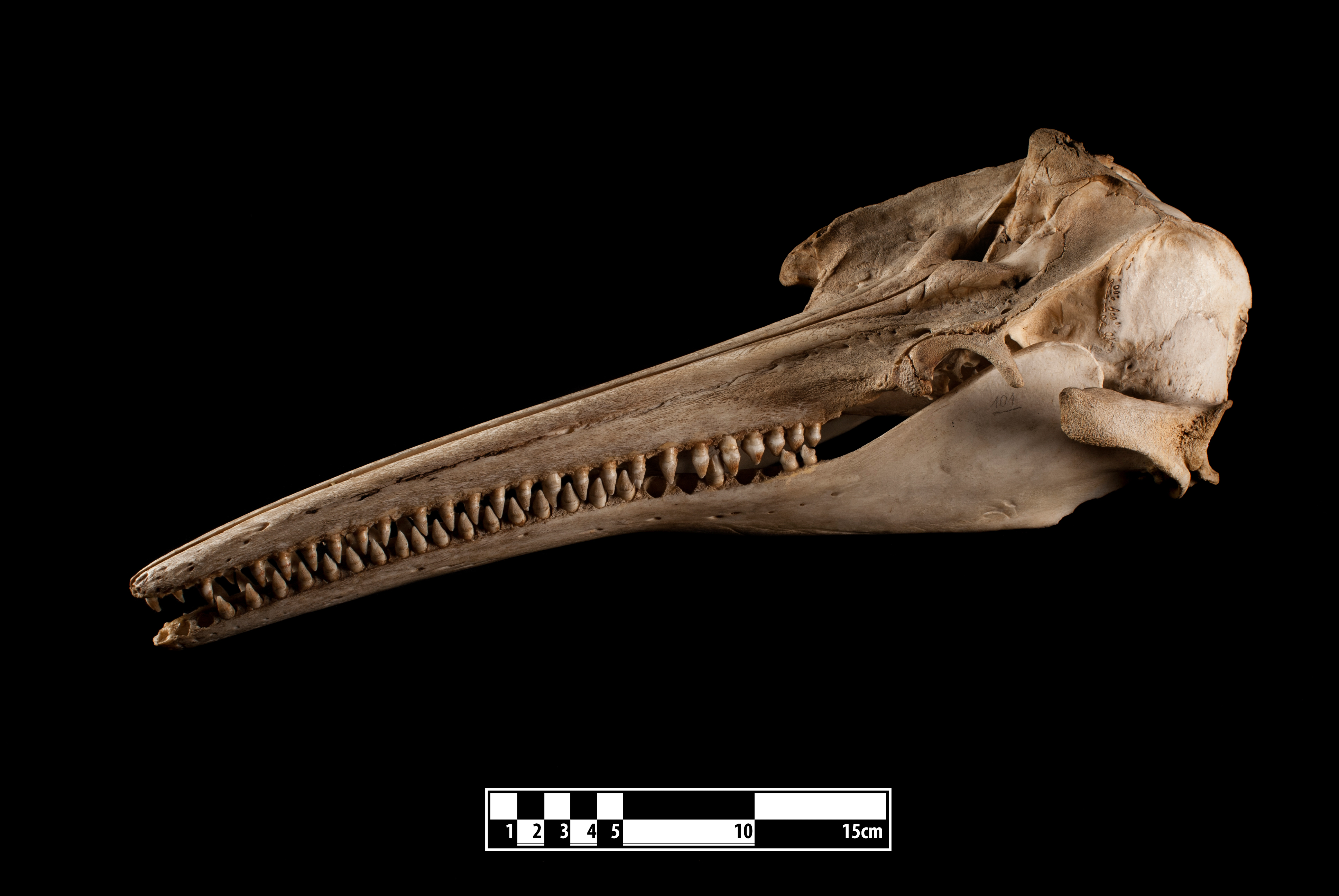
Inia spp. 두개골

아마존강돌고래속(Inia)은 고래하목에 속하는 남아메리카 강돌고래의 속이다. 3종으로 이루어져 있다.

## 분류학
아마존강돌고래속(Inia)은 1817년에 앙리 드 블랑빌(Henri Marie Ducrotay de Blainville)가 기재했던 아마존강돌고래(Delphinus geoffrensis)를 1834년에 알시드 도르비니(Alcide d'Orbigny)가 유일종으로 하여 기술했다. 1998년 분류에서 보토속(Inia)에 유일종(Inia geoffrensis)에 3종의 아종을 포함시켰다. 국제 자연 보전 연맹(IUCN)을 포함하여 대부분의 분류학 단체가 단일종으로 기술했다.
2012년 해양포유류학회(Society for Marine Mammalogy)에서 그동안 아종으로 간주했던 볼리비아강돌고래(Inia geoffrensis boliviensis)를 별도의 종으로 분류하기 시작했다. 2014년 아라과이아강-토칸칭스강 분지에서 발견되는 토착 개체군을 별도의 종 아라과이아강돌고래(Inia araguaiaensis)으로 추가했다.
이전 분류
- 아마존강돌고래속 (Inia)
  - 아마존강돌고래 (Inia geoffrensis)
    - 아마존강돌고래 (I. g. geoffrensis)
    - 볼리비아강돌고래 (I. g. boliviensis)
    - 홈볼트강돌고래 (I. g. humboldtiana)

현재 분류
- 아라과이아강돌고래 또는 아라과이아강보토 (Inia araguaiaensis)[1]
- 볼리비아강돌고래 (Inia boliviensis)
- 아마존강돌고래 또는 아마존강보토 (Inia geoffrensis)
  - 아마존강돌고래 (Inia geoffrensis geoffrensis)
  - 홈볼트강돌고래 (Inia geoffrensis humboldtiana)

## 계통 분류
다음은 비남아시아 강돌고래의 계통 분류이다.
|  | 아라과이아강돌고래 |
|  |                    |

|  | 아마존강돌고래 |
|  |                |

|  | 아라과이아강돌고래 |
|  |                    |

|  | 아마존강돌고래 |
|  |                |

|  | 볼리비아강돌고래 |
|  |                  |

|  | 아라과이아강돌고래 |
|  |                    |

|  | 아마존강돌고래 |
|  |                |

|  | 아라과이아강돌고래 |
|  |                    |

|  | 아마존강돌고래 |
|  |                |

|  | 볼리비아강돌고래 |
|  |                  |

|  | 아라과이아강돌고래 |
|  |                    |

|  | 아마존강돌고래 |
|  |                |

|  | 아라과이아강돌고래 |
|  |                    |

|  | 아마존강돌고래 |
|  |                |

|  | 볼리비아강돌고래 |
|  |                  |

|  | 아라과이아강돌고래 |
|  |                    |

|  | 아마존강돌고래 |
|  |                |

|  | 아라과이아강돌고래 |
|  |                    |

|  | 아마존강돌고래 |
|  |                |

|  | 볼리비아강돌고래 |
|  |                  |

|  | 아라과이아강돌고래 |
|  |                    |

|  | 아마존강돌고래 |
|  |                |

|  | 아라과이아강돌고래 |
|  |                    |

|  | 아마존강돌고래 |
|  |                |

|  | 볼리비아강돌고래 |
|  |                  |

|  | 아라과이아강돌고래 |
|  |                    |

|  | 아마존강돌고래 |
|  |                |

|  | 아라과이아강돌고래 |
|  |                    |

|  | 아마존강돌고래 |
|  |                |

|  | 볼리비아강돌고래 |
|  |                  |

|  | 아라과이아강돌고래 |
|  |                    |

|  | 아마존강돌고래 |
|  |                |

|  | 아라과이아강돌고래 |
|  |                    |

|  | 아마존강돌고래 |
|  |                |

|  | 볼리비아강돌고래 |
|  |                  |

|  | 아라과이아강돌고래 |
|  |                    |

|  | 아마존강돌고래 |
|  |                |

|  | 아라과이아강돌고래 |
|  |                    |

|  | 아마존강돌고래 |
|  |                |

|  | 볼리비아강돌고래 |
|  |                  |